# Canton de Loudun
Le canton de Loudun est une circonscription électorale française située dans le département de la Vienne et la région Nouvelle-Aquitaine.

## Géographie
Ce canton est organisé autour de Loudun dans l'arrondissement de Châtellerault. Son altitude varie de 31 m (Morton) à 157 m (Chouppes).

## Histoire
Le canton de Loudun a été créé en 1801.
Un nouveau découpage territorial de la Vienne entre en vigueur à l'occasion des premières élections départementales suivant le décret du 26 février 2014. Les conseillers départementaux sont, à compter de ces élections, élus au scrutin majoritaire binominal mixte. Les électeurs de chaque canton élisent au Conseil départemental, nouvelle appellation du Conseil général, deux membres de sexe différent, qui se présentent en binôme de candidats. Les conseillers départementaux sont élus pour 6 ans au scrutin binominal majoritaire à deux tours, l'accès au second tour nécessitant 12,5 % des inscrits au 1er tour. En outre la totalité des conseillers départementaux est renouvelée. Ce nouveau mode de scrutin nécessite un redécoupage des cantons dont le nombre est divisé par deux avec arrondi à l'unité impaire supérieure si ce nombre n'est pas entier impair, assorti de conditions de seuils minimaux. Dans la Vienne, le nombre de cantons passe ainsi de 38 à 19. Le nombre de communes du canton de Loudun passe de 12 à 49.
Le nouveau canton de Loudun est formé de communes des anciens cantons de Moncontour (10 communes), de Loudun (12 communes), de Les Trois-Moutiers (14 communes), de Monts-sur-Guesnes (11 communes) et de Lencloître (2 communes). Il est entièrement inclus dans l'arrondissement de Châtellerault. Le bureau centralisateur est situé à Loudun.

## Représentation

### Conseillers généraux de 1833 à 2015
| Période | Période      | Identité                                                 | Étiquette            | Qualité |
| ------- | ------------ | -------------------------------------------------------- | -------------------- | --- |
| 1833    | 1836 (décès) | Pierre-Aubin Dumoustier du Cloudis de La Rue (1764-1836) |                      | Maire de Loudun (1830-1836) |
| 1836    | 1837         | Charles Bazille                                          |                      | Juge de paix à Loudun puis aux Trois-Moutiers Maire de Saix |
| 1837    | 1842         | Gabriel Nosereau                                         | Opposition libérale  | Ingénieur de la Marine à Rochefort Député (1834-1848) |
| 1842    | 1846         | Charles Bazille                                          |                      | Juge de paix aux Trois-Moutiers |
| 1846    | 1848         | Octave Camille Bérenger                                  | Républicain          | Avocat, député (1848-1849) Propriétaire à Monts-sur-Guesnes |
| 1848    | 1871         | Toussaint Arnault-Ménardière (1780-1861)                 | Droite               | Président du Tribunal civil de Loudun Ancien juge de paix du Canton de Neuville |
| 1848    | 1871         | Jules Hennecart                                          | Droite               | Propriétaire du château de Combreux Député (1846-1851) |
| 1871    | 1874         | Nestor Nosereau                                          | Droite               | Propriétaire, ingénieur de la Marine maire de Loudun (1837-1870) |
| 1874    | 1880         | Gustave Béguin-Desvaux                                   | Droite               | Maire de Loudun (1871-1880) |
| 1880    | 1885 (décès) | Edmond Lemonnier                                         | Bonapartiste         | Propriétaire à Loudun |
| 1885    | 1892         | Louis Thonnard du Temple                                 | Bonapartiste         | Propriétaire au Pas, maire de Beuxes |
| 1892    | 1898         | Henri Amirault                                           | Républicain          | Docteur en médecine à Loudun |
| 1898    | 1904         | Richard Cacault                                          | Républicain modéré   | Maire de Loudun (1896-1903) |
| 1904    | 1919         | Joseph Magé                                              | Républicain          | Maire de Loudun (1903-1914) |
| 1919    | 1928         | Georges Maurice                                          | RGR                  | Avocat à la Cour d'appel de Poitiers Sénateur (1936-1944) Maire de Sammarçolles Adjoint au Maire de Poitiers (1925-1927) Elu en 1937 dans le Canton de Mirebeau                                                                      |
| 1928    | 1940         | Louis Sevestre                                           | RG                   | Médecin, Maire de Maulay, conseiller d'arrondissement Député (1928-1932) Nommé conseiller départemental en 1943 |
|         |              |                                                          |                      | |
| 1945    | 1955         | Jean Mannet (1893-1967)                                  | Rad. puis DVD        | Pharmacien Maire de Loudun (1943-1947) |
| 1955    | 1961         | Léandre Mainage (1901-1972)                              | DVD                  | Marchand de vaches Maire de Messemé (1945-1972) |
| 1961    | 2004         | René Monory                                              | CD puis UDF puis UMP | Garagiste Sénateur (1968-1977, 1981-1986, 1988-2004) Ministre (1978-1981 et 1986-1988) Président du Sénat (1992-1998) Maire de Loudun (1959-1999) Président du Conseil général (1977-2004) Président du Conseil régional (1985-1986) |
| 2004    | 2011         | Jean Touret                                              | UMP                  | Chef d'entreprise retraité Vice-président du Conseil général de la Vienne Maire de Loudun (2001-2008) Député suppléant de Jean-Pierre Abelin                                                                                         |
| 2011    | 2015         | Elefthérios Benas                                        | DVD-UMP              | Médecin Maire de Loudun (2008-2014) |

### Conseillers d'arrondissement (de 1833 à 1940)
Le canton de Loudun avait trois conseillers d'arrondissement.
Il appartenait à l'arrondissement de Loudun jusqu'à sa disparition en 1926
| Période                                  | Période      | Identité                          | Étiquette    | Qualité |
| ---------------------------------------- | ------------ | --------------------------------- | ------------ | --- |
| 1833                                     | 1848         | Frédéric Brancheu des Fontenelles |              | Propriétaire à Loudun, maire de Beuxes                                                                      |
| 1833                                     | 1833         | Jean Briant-Montault              |              | Maire de Rey-Dardannes                                                                                      |
| 1833                                     | 1842         | Joseph Moreau de La Ronde         |              | Propriétaire à Mouterre                                                                                     |
| 1842                                     | 1858         | Aimé Chesnon                      |              | Ancien notaire à Loudun                                                                                     |
|                                          |              |                                   |              | |
| 1852                                     |              | M. Béguin-Desvaux                 |              | |
| 1852                                     |              | M. Desâge                         |              | |
|                                          |              |                                   |              | |
|                                          | 1885 (décès) | Louis Bagouin                     | Conservateur | Propriétaire à Loudun                                                                                       |
| 1886                                     |              | Daniel Robert-Herbault            | Conservateur | Conseiller municipal de Véniers                                                                             |
| av.1889                                  | 1895         | M. Bassereau                      |              | |
| av.1889                                  | 1895         | M. Auriault                       |              | |
|                                          |              |                                   |              | |
|                                          | 1907         | Pierre Bourdier                   | Républicain  | Cultivateur, maire d'Arçay                                                                                  |
| 1895                                     | 1907         | Raoul Amirault-Kalb               | Républicain  | Négociant à Loudun, Président du Conseil d'arrondissement                                                   |
| 1895                                     | 1902 (décès) | Louis Chéret                      | Républicain  | Propriétaire agriculteur, maire d'Arçay                                                                     |
| 1895                                     | 1907         | Jean Berton                       | Républicain  | Maire de Ceaux                                                                                              |
| 1902                                     | 1913         | Albert Amirault (1880-1960)       | Libéral      | Propriétaire viticulteur à Loudun                                                                           |
| 1907                                     | 1913         | M. Duchesne                       | Libéral      | |
| 1907                                     | 1913         | M. Pichot                         | Libéral      | |
| 1913                                     | 1919         | M. Audiget                        | Républicain  | |
| 1913                                     | 1919         | Georges Maurice                   | Républicain  | Avocat, maire de Sammarçolles                                                                               |
| 1913                                     | 1931         | Roger Caillault (1866-1949)       |              | Maçon à Curçay-sur-Dive                                                                                     |
| 1919                                     | 1922 (décès) | Victor Girard                     |              | Propriétaire à Beuxes                                                                                       |
| 1919                                     | 1934 (décès) | Alphonse Lebeau (1875-1934)       |              | Vétérinaire, maire d' Arçay                                                                                 |
| 1925                                     | 1928         | Louis Sevestre                    | RG           | Médecin, Maire de Maulay, Président du Conseil d'arrondissement jusqu'en 1926                               |
| 1928                                     | 1940         | Eugène Guédon (1877-1947)         | Républicain  | Instituteur à Loudun                                                                                        |
| 1931                                     | 1937 (décès) | Auguste Juet                      | Républicain  | Maire de Beuxes (1925-1937)                                                                                 |
| 1934                                     | 1940         | Daniel Martin                     | Républicain  | Adjoint au maire de Mouterre-Silly                                                                          |
| 1937                                     | 1940         | Louis Dupré (gendre d'A.Juet)     | Républicain  | Docteur en médecine à Loudun                                                                                |
| 1940                                     |              |                                   |              | Les conseils d'arrondissement ont été suspendus par la loi du 12 octobre 1940 et n'ont jamais été réactivés |
| Les données manquantes sont à compléter. |              |                                   |              | |

### Conseillers départementaux depuis 2015
| Période élective | Période élective | Mandat | Mandat   | Identité             | Nuance | Nuance | Qualité |
| ---------------- | ---------------- | ------ | -------- | -------------------- | ------ | ------ | --- |
| 2015             | 2021             | 2015   | 2021     | Bruno Belin          |        | LR     | Pharmacien, Ancien maire de Monts-sur-Guesnes Ancien conseiller général du Canton de Monts-sur-Guesnes (2001-2015) Président du Conseil départemental de la Vienne (2015-2020) Sénateur de la Vienne (depuis 2020) |
| 2015             | 2021             | 2015   | 2021     | Marie-Jeanne Bellamy |        | DVD    | Secrétaire administrative, Maire des Trois-Moutiers |
| 2021             | 2028             | 2021   | en cours | Bruno Belin          |        | LR     | Conseiller sortant Conseiller Départemental Délégué, chargé de la Culture et de l’Evénementiel |
| 2021             | 2028             | 2021   | en cours | Marie-Jeanne Bellamy |        | DVD    | Conseillère sortante, Présidente de l'association des maires de la Vienne Sénatrice depuis mars 2024 |

### Résultats détaillés

#### Élections de mars 2015
Lors des élections départementales de 2015, le binôme composé de Bruno Belin et Marie-Jeanne Bellamy (Union de la Droite) est élu au premier tour avec 52,57 % des suffrages exprimés, devant le binôme composé de Aicha Houssein et Patrick Martinet (FN) (28,22 %). Le taux de participation est de 53,67 % (10 912 votants sur 20 332 inscrits) contre 51,35 % au niveau départemental et 50,17 % au niveau national.

#### Élections de juin 2021
Le premier tour des élections départementales de 2021 est marqué par un très faible taux de participation (33,26 % au niveau national). Dans le canton de Loudun, ce taux de participation est de 37,28 % (7 405 votants sur 19 865 inscrits) contre 33,61 % au niveau départemental. À l'issue de ce premier tour, deux binômes sont en ballottage : Bruno Belin et Marie-Jeanne Bellamy (DVD, 64,42 %) et Véronique Clouet et Ludovic Sajus (RN, 19,86 %).
Le second tour des élections est marqué une nouvelle fois par une abstention massive équivalente au premier tour. Les taux de participation sont de 34,36 % au niveau national, 33,96 % dans le département et 37,68 % dans le canton de Loudun. Bruno Belin et Marie-Jeanne Bellamy (DVD) sont élus avec 76,45 % des suffrages exprimés (5 275 voix pour 7 487 votants et 19 868 inscrits),,.

## Composition

### Composition avant 2015

Carte de localisation du canton de Loudun dans le département de la Vienne, redécoupage de 1982.

Le canton de Loudun regroupait 12 communes.
| Nom                | Code Insee | Codepostal | Superficie (km2) | Population (dernière pop. légale) | Densité (hab./km2) |
| ------------------ | ---------- | ---------- | ---------------- | --------------------------------- | ------------------ |
| Loudun (chef-lieu) | 86137      | 86200      | 43,77            | 6 819 (2012)                      | 156                |
| Arçay              | 86008      | 86200      | 14,05            | 404 (2012)                        | 29                 |
| Basses             | 86018      | 86200      | 10,25            | 341 (2012)                        | 33                 |
| Beuxes             | 86026      | 86120      | 11,19            | 565 (2012)                        | 50                 |
| Ceaux-en-Loudun    | 86044      | 86200      | 28,89            | 602 (2012)                        | 21                 |
| Chalais            | 86049      | 86200      | 14,87            | 521 (2012)                        | 35                 |
| La Roche-Rigault   | 86079      | 86200      | 25,64            | 538 (2012)                        | 21                 |
| Maulay             | 86151      | 86200      | 23,01            | 191 (2012)                        | 8,3                |
| Messemé            | 86156      | 86200      | 9,84             | 224 (2012)                        | 23                 |
| Mouterre-Silly     | 86173      | 86200      | 30,89            | 690 (2012)                        | 22                 |
| Saint-Laon         | 86227      | 86200      | 11,93            | 128 (2012)                        | 11                 |
| Sammarçolles       | 86252      | 86200      | 21,22            | 643 (2012)                        | 30                 |

### Composition à partir de 2015
Le canton de Loudun comprend désormais quarante-neuf communes entières.
| Nom                            | Code Insee | Intercommunalité       | Superficie (km2) | Population (dernière pop. légale) | Densité (hab./km2) | Modifier                                    |
| ------------------------------ | ---------- | ---------------------- | ---------------- | --------------------------------- | ------------------ | ------------------------------------------- |
| Loudun (bureau centralisateur) | 86137      | CC du Pays loudunais   | 43,77            | 6 791 (2022)                      | 155                | modifier les données · modifier les données |
| Angliers                       | 86005      | CC du Pays loudunais   | 23,31            | 607 (2022)                        | 26                 | modifier les données · modifier les données |
| Arçay                          | 86008      | CC du Pays loudunais   | 14,05            | 342 (2022)                        | 24                 | modifier les données · modifier les données |
| Aulnay                         | 86013      | CC du Pays loudunais   | 8,01             | 101 (2022)                        | 13                 | modifier les données · modifier les données |
| Basses                         | 86018      | CC du Pays loudunais   | 10,25            | 336 (2022)                        | 33                 | modifier les données · modifier les données |
| Berrie                         | 86022      | CC du Pays loudunais   | 16,64            | 253 (2022)                        | 15                 | modifier les données · modifier les données |
| Berthegon                      | 86023      | CC du Pays loudunais   | 10,61            | 262 (2022)                        | 25                 | modifier les données · modifier les données |
| Beuxes                         | 86026      | CC du Pays loudunais   | 11,19            | 558 (2022)                        | 50                 | modifier les données · modifier les données |
| Bournand                       | 86036      | CC du Pays loudunais   | 32,42            | 929 (2022)                        | 29                 | modifier les données · modifier les données |
| Ceaux-en-Loudun                | 86044      | CC du Pays loudunais   | 28,89            | 555 (2022)                        | 19                 | modifier les données · modifier les données |
| Cernay                         | 86047      | CA Grand Châtellerault | 3,29             | 478 (2022)                        | 145                | modifier les données · modifier les données |
| Chalais                        | 86049      | CC du Pays loudunais   | 14,87            | 474 (2022)                        | 32                 | modifier les données · modifier les données |
| La Chaussée                    | 86069      | CC du Pays loudunais   | 13,58            | 187 (2022)                        | 14                 | modifier les données · modifier les données |
| Chouppes                       | 86075      | CC du Haut Poitou      | 31,72            | 801 (2022)                        | 25                 | modifier les données · modifier les données |
| Coussay                        | 86085      | CC du Haut Poitou      | 20,14            | 260 (2022)                        | 13                 | modifier les données · modifier les données |
| Craon                          | 86087      | CC du Pays loudunais   | 21,58            | 183 (2022)                        | 8,5                | modifier les données · modifier les données |
| Curçay-sur-Dive                | 86090      | CC du Pays loudunais   | 15,79            | 230 (2022)                        | 15                 | modifier les données · modifier les données |
| Dercé                          | 86093      | CC du Pays loudunais   | 12,28            | 163 (2022)                        | 13                 | modifier les données · modifier les données |
| Doussay                        | 86096      | CA Grand Châtellerault | 27,10            | 680 (2022)                        | 25                 | modifier les données · modifier les données |
| Glénouze                       | 86106      | CC du Pays loudunais   | 9,65             | 100 (2022)                        | 10                 | modifier les données · modifier les données |
| La Grimaudière                 | 86108      | CC du Pays loudunais   | 19,09            | 396 (2022)                        | 21                 | modifier les données · modifier les données |
| Guesnes                        | 86109      | CC du Pays loudunais   | 12,98            | 232 (2022)                        | 18                 | modifier les données · modifier les données |
| Martaizé                       | 86149      | CC du Pays loudunais   | 19,48            | 360 (2022)                        | 18                 | modifier les données · modifier les données |
| Maulay                         | 86151      | CC du Pays loudunais   | 23,01            | 187 (2022)                        | 8,1                | modifier les données · modifier les données |
| Mazeuil                        | 86154      | CC du Pays loudunais   | 13,63            | 245 (2022)                        | 18                 | modifier les données · modifier les données |
| Messemé                        | 86156      | CC du Pays loudunais   | 9,84             | 241 (2022)                        | 24                 | modifier les données · modifier les données |
| Moncontour                     | 86161      | CC du Pays loudunais   | 41,06            | 982 (2022)                        | 24                 | modifier les données · modifier les données |
| Monts-sur-Guesnes              | 86167      | CC du Pays loudunais   | 11,40            | 917 (2022)                        | 80                 | modifier les données · modifier les données |
| Morton                         | 86169      | CC du Pays loudunais   | 7,99             | 368 (2022)                        | 46                 | modifier les données · modifier les données |
| Mouterre-Silly                 | 86173      | CC du Pays loudunais   | 30,89            | 621 (2022)                        | 20                 | modifier les données · modifier les données |
| Nueil-sous-Faye                | 86181      | CC du Pays loudunais   | 15,99            | 218 (2022)                        | 14                 | modifier les données · modifier les données |
| Pouançay                       | 86196      | CC du Pays loudunais   | 5,46             | 232 (2022)                        | 42                 | modifier les données · modifier les données |
| Pouant                         | 86197      | CC du Pays loudunais   | 26,57            | 412 (2022)                        | 16                 | modifier les données · modifier les données |
| Prinçay                        | 86201      | CC du Pays loudunais   | 16,59            | 204 (2022)                        | 12                 | modifier les données · modifier les données |
| Ranton                         | 86205      | CC du Pays loudunais   | 6,07             | 204 (2022)                        | 34                 | modifier les données · modifier les données |
| Raslay                         | 86206      | CC du Pays loudunais   | 3,98             | 135 (2022)                        | 34                 | modifier les données · modifier les données |
| La Roche-Rigault               | 86079      | CC du Pays loudunais   | 25,64            | 562 (2022)                        | 22                 | modifier les données · modifier les données |
| Roiffé                         | 86210      | CC du Pays loudunais   | 24,30            | 748 (2022)                        | 31                 | modifier les données · modifier les données |
| Saint-Clair                    | 86218      | CC du Pays loudunais   | 10,67            | 205 (2022)                        | 19                 | modifier les données · modifier les données |
| Saint-Jean-de-Sauves           | 86225      | CC du Pays loudunais   | 56,58            | 1 292 (2022)                      | 23                 | modifier les données · modifier les données |
| Saint-Laon                     | 86227      | CC du Pays loudunais   | 11,93            | 136 (2022)                        | 11                 | modifier les données · modifier les données |
| Saint-Léger-de-Montbrillais    | 86229      | CC du Pays loudunais   | 10,40            | 347 (2022)                        | 33                 | modifier les données · modifier les données |
| Saires                         | 86249      | CC du Pays loudunais   | 14,05            | 124 (2022)                        | 8,8                | modifier les données · modifier les données |
| Saix                           | 86250      | CC du Pays loudunais   | 22,55            | 263 (2022)                        | 12                 | modifier les données · modifier les données |
| Sammarçolles                   | 86252      | CC du Pays loudunais   | 21,22            | 648 (2022)                        | 31                 | modifier les données · modifier les données |
| Ternay                         | 86269      | CC du Pays loudunais   | 10,05            | 192 (2022)                        | 19                 | modifier les données · modifier les données |
| Les Trois-Moutiers             | 86274      | CC du Pays loudunais   | 35,94            | 1 082 (2022)                      | 30                 | modifier les données · modifier les données |
| Verrue                         | 86286      | CC du Pays loudunais   | 28,44            | 382 (2022)                        | 13                 | modifier les données · modifier les données |
| Vézières                       | 86287      | CC du Pays loudunais   | 26,31            | 346 (2022)                        | 13                 | modifier les données · modifier les données |
| Canton de Loudun               | 8608       |                        | 931,25           | 26 571 (2022)                     | 29                 | modifier les données                        |

## Démographie

### Démographie avant 2015
| 1962   | 1968   | 1975   | 1982   | 1990   | 1999   | 2006   | 2011   | 2012   |
| ------ | ------ | ------ | ------ | ------ | ------ | ------ | ------ | ------ |
| 11 904 | 12 254 | 12 676 | 12 796 | 12 560 | 12 327 | 12 004 | 11 741 | 11 666 |

### Démographie depuis 2015
En 2022, le canton comptait 26 571 habitants, en évolution de +0,01 % par rapport à 2016 (Vienne : +0,6 %, France hors Mayotte : +2,11 %).
| 2013   | 2018   | 2022   |
| ------ | ------ | ------ |
| 26 545 | 26 576 | 26 571 |